# یواس‌اس ال‌اس‌تی-۲۶۶
یواس‌اس ال‌اس‌تی-۲۶۶ (به انگلیسی: USS LST-266) یک کشتی بود که طول آن ۳۲۸ فوت (۱۰۰ متر) بود. این کشتی در سال ۱۹۴۳ ساخته شد.